# تيكوفورمات
تيكوفورمات (ST-246 أو Tpoxx)) هو مضاد فيروسات مثل الجدري وجدري القرود. وهو الدواء الوحيد المضاد للفيروسات الذي تمت الموافقة عليه في الولايات المتحدة.